# Arctia tigrina
Arctia tigrina är en fjärilsart som beskrevs av Smith 1958. Arctia tigrina ingår i släktet Arctia och familjen björnspinnare. Inga underarter finns listade i Catalogue of Life.